# Tramwaje w Boulogne-sur-Mer

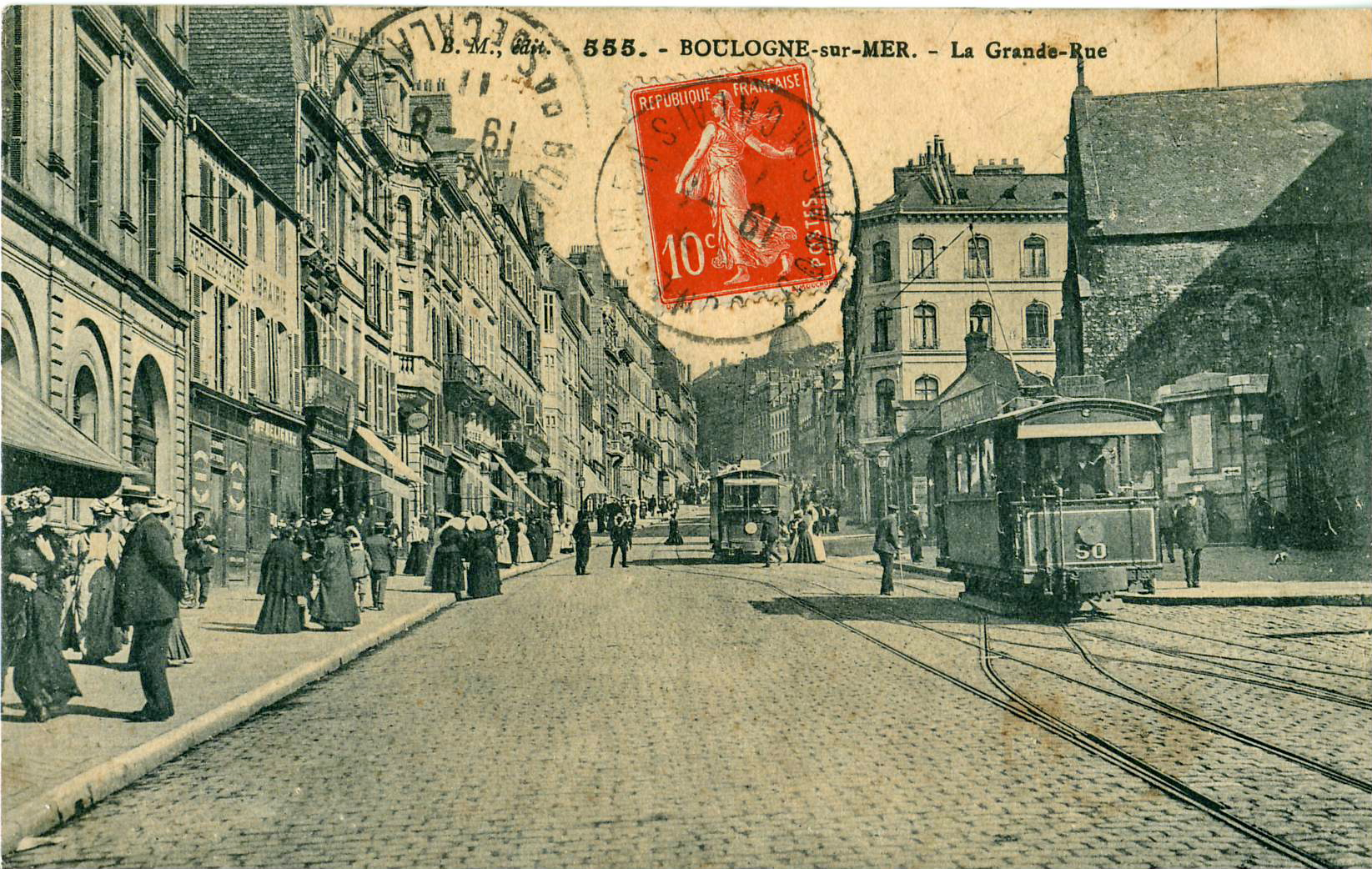
Tramwaje na La Grande Rue

Tramwaje w Boulogne-sur-Mer − zlikwidowany system komunikacji tramwajowej er francuskim mieście Boulogne-sur-Mer, działającym w latach 1881−1951.

## Historia
Pierwsze tramwaje w Boulogne-sur-Mer uruchomiono 1 marca 1881, były to tramwaje konne. W latach 1898−1899 wybudowano i uruchomiono dwie linie tramwaju elektrycznego, które zastąpiły tramwaje konne. Szerokość toru na liniach wynosiła 1000 mm. W następnych latach sieć tramwajową rozbudowano i do jej obsługi posiadano 40 wagonów silnikowych i 36 wagonów doczepnych. Siecią zarządzała spółka Tramways Electriques de Boulogne (TEB). 16 czerwca 1944 zajezdnia tramwajowa została poważnie zniszczona. Ostatecznie tramwaje zlikwidowano 9 lipca 1951.